# Lista chorążych reprezentacji Dżibuti na igrzyskach olimpijskich
Lista chorążych reprezentacji Dżibuti na igrzyskach olimpijskich – lista zawodników i zawodniczek reprezentacji Dżibuti, którzy podczas ceremonii otwarcia nowożytnych igrzysk olimpijskich nieśli flagę Dżibuti.

## Chronologiczna lista chorążych
| Lp. | Rok i miejsce     | Chorąży                 | Dyscyplina    |
| --- | ----------------- | ----------------------- | ------------- |
| 1   | 1984, Los Angeles | Djama Robleh            | Lekkoatletyka |
| 2   | 1988, Seul        | b.d.                    |               |
| 3   | 1992, Barcelona   | b.d.                    |               |
| 4   | 1996, Atlanta     | Ahmed Salah             | Lekkoatletyka |
| 5   | 2000, Sydney      | Djama Robleh            | Lekkoatletyka |
| 6   | 2008, Pekin       | Ahmed Salah             | Lekkoatletyka |
| 7   | 2012, Londyn      | Zourah Ali              | Lekkoatletyka |
| 8   | 2016, Rio         | Abdi Waiss Mouhyadin    | Lekkoatletyka |
| 9   | 2020, Tokio       | Aden-Alexandre Houssein | Judo          |